# Міжнародний день віскі
Міжнародний день віскі (англ. International whisk(e)y day) вперше був оголошений у 2008 році та припадає на 27 березня щороку. Назва використовується в дужках для позначення підтримки шотландських, канадських та японських віскі (без е), а також ірландських та американських віскі (з е). День публічно підтримує дослідження хвороби Паркінсона на додаток до того, щоб насолоджуватися віскі.

## Заснування
Міжнародний день віскі був започаткований у 2009 році на Фестивалі віскі на півночі Нідерландів у присутності кількох авторів віскі. Подія була створена на честь британського письменника Майкла Джексона та відзначається у день народження Джексона.

## Участь
Учасникам пропонується підняти одну чарку та випити віскі за любов до напою, а також відсвяткувати особу Майкла. Інші беруть участь у соціальних мережах, використовуючи хештег # whiskyday2015. 27 березня в різних барах можуть бути спеціальні пропозиції, щоб відсвяткувати день.
Взяті з вебсайту International Whisk (e) y day, «International Whisk (e) y Day» — це некомерційне свято віскі, яке не отримує фінансування і повністю управляється пристрастю любителів віскі з усього світу. Тож, якщо ви любите віскі і хочете допомогти поширити цю інформацію, тоді продовжуйте і повідомте комусь про це".

## Інші дні віскі
Міжнародний день віскі не слід плутати зі Всесвітнім днем віскі чи Національним днем бурбону, які припадають на травень та червень відповідно.
Існує певний конфлікт із Всесвітнім днем віскі, де Міжнародний день віскі заявляє, що є оригінальним. Цей конфлікт існує насправді лише тому, що ВДВ є більш відомою датою в США, і організатори МДВ не хочуть, щоб їх розглядали як копію, оскільки вони були засновані на чотири роки раніше. Існує також конфлікт, оскільки кожна група використовує подібні хештеги, що не очевидно для більшості людей. Однак дати кожної події вказані в окремі дні в окремі місяці.
Існує не така велика кількість конфліктів з Національним днем бурбону, оскільки він спеціально відзначає американський «рідний дух», а не, загалом, усі віскі.